# Eberfing
Eberfing è un comune tedesco di 1 283 abitanti, situato nel land della Baviera.